# Incendie d'une discothèque à Göteborg en 1998
L'incendie survenu le 29 octobre 1998 dans un local associatif de Göteborg, transformé pour un soir en discothèque, est l'une des plus grandes catastrophes de l'histoire moderne de la Suède : il a causé la mort de 63 jeunes, âgés de douze à vingt ans. Les flammes s'étant déclarées dans l'unique escalier de secours, l'évacuation n'était possible que par l'entrée et par les fenêtres, et de nombreuses personnes furent prises au piège dans un local dont la capacité d'accueil était largement dépassée. La piste criminelle fut immédiatement évoquée, mais ce n'est qu'en 2000 que les coupables furent arrêtés et condamnés.

## Les faits

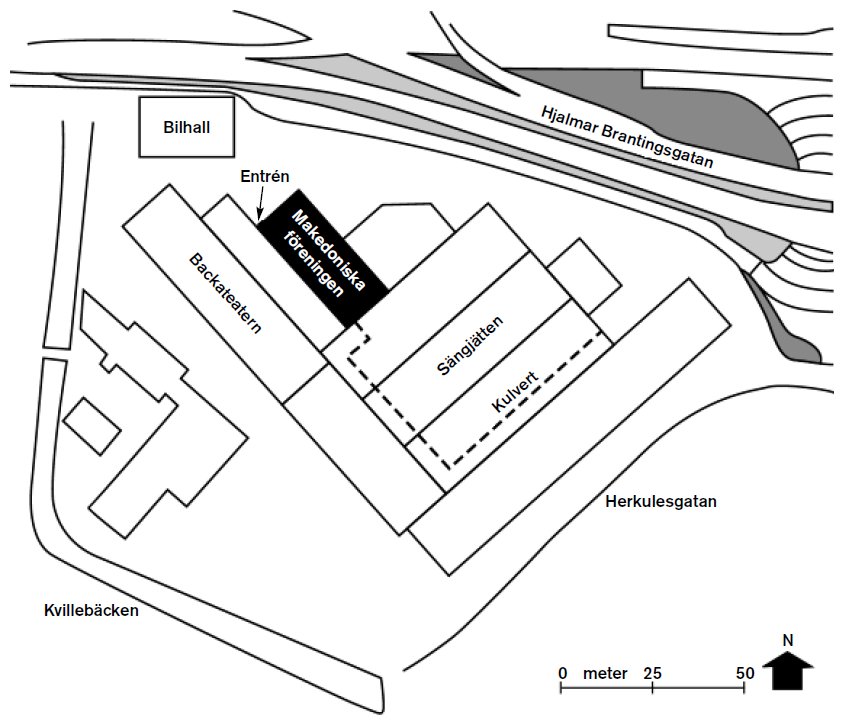
Plan du bâtiment avec en noir le lieu de la discothèque.

L'incendie se déclare dans la soirée du 29 octobre 1998 peu après 23 h 30, dans un bâtiment du quartier de Backaplan à Göteborg, abritant entre autres un local appartenant à une association d'immigrés macédoniens. Transformé en discothèque à l'initiative de quatre amis âgés d'une vingtaine d'années, cet espace associatif accueille ce soir-là une foule nombreuse de jeunes pour l'essentiel issus de l'immigration. Situé au premier étage du bâtiment, le local est accessible par deux escaliers menant à deux portes (entrée et sortie de secours) larges de seulement 90 cm. Les nombreuses fenêtres sont situées à 2,20 m du sol à l'intérieur, et à une hauteur d'environ cinq mètres sur la façade. Le soir de l'incendie, des tables et des chaises sont entreposées dans l'escalier de secours, le rendant impraticable. La soirée est par ailleurs un succès, et se sont près de quatre cents jeunes qui se pressent dans une salle prévue à l'origine pour un maximum de cent cinquante personnes.
L'incendie se déclare dans l'escalier menant à la sortie de secours et y reste longtemps circonscrit, avant que deux jeunes filles ne remarquent de la fumée et alertent le disc-jockey, qui ordonne l'évacuation des lieux peu avant 23 h 45. Deux cent cinquante jeunes parviennent à s'extraire du bâtiment dans les dix minutes qui suivent, mais cent cinquante restent coincés à l'intérieur. Alertés dès 23 h 42, les pompiers arrivent en quelques minutes sur les lieux, mais l'assistance aux personnes prises au piège dans le bâtiment est une tâche longue et difficile. Le bilan final de l'incendie, établi quelques jours plus tard, est de 63 morts et plus de 200 blessés. Il s'agit alors de la plus grande catastrophe qu'ait connue la Suède depuis la Seconde Guerre mondiale, après le naufrage de l'Estonia en 1994.

## Suites judiciaires

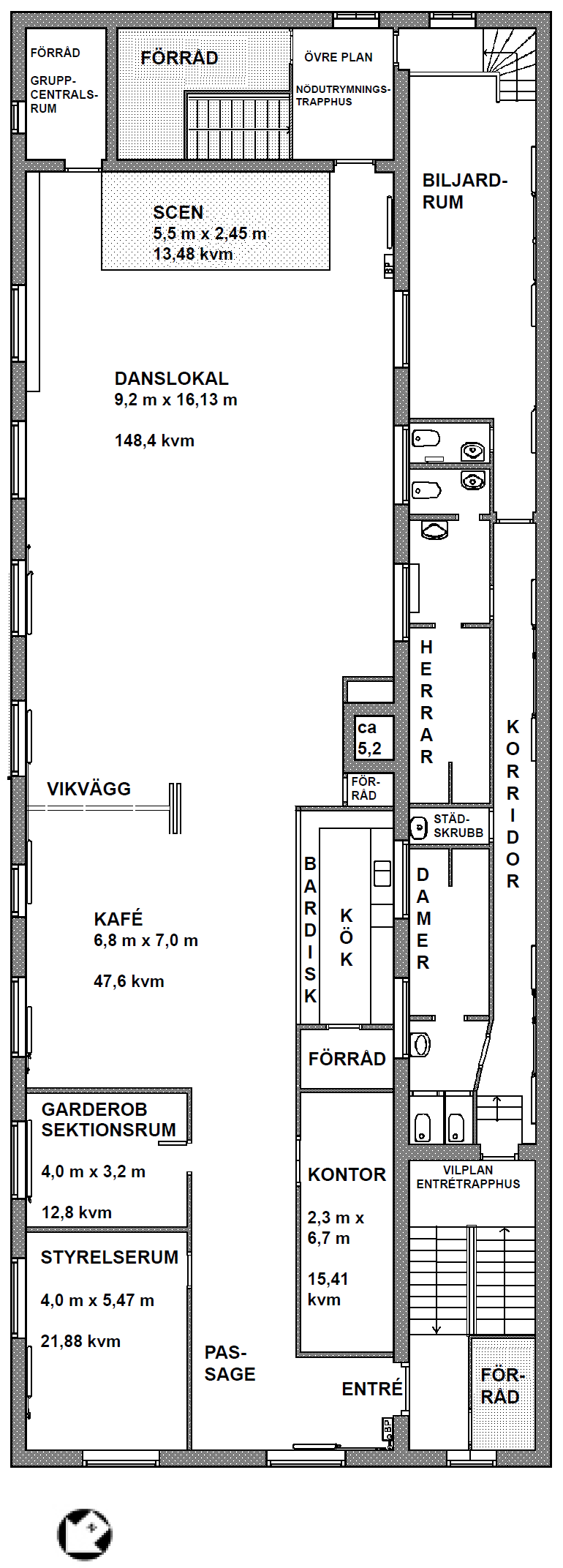
Plan de la discothèque.

La catastrophe suscite une émotion considérable en Suède et à l'étranger. L'hypothèse d'un acte criminel est rapidement évoquée, et des moyens importants sont mis en place pour retrouver le ou les coupables : cent policiers sont mobilisés dans les premiers jours, et le travail des enquêteurs est placé sous la responsabilité de deux procureurs. Malgré cela, l'enquête piétine pendant de longs mois. Plus d'un an après le drame, en décembre 1999, une récompense de trois millions de couronnes est promise pour toute information permettant d'identifier le ou les meurtriers, et un appel à témoin est lancé à la télévision. Ce nouvel élan donné à l'enquête porte rapidement ses fruits, et des suspects sont arrêtés début 2000. Il s'agit de quatre jeunes hommes d'origine iranienne, âgés au moment des faits de 19, 18, 18 et 17 ans. L'hypothèse d'un crime raciste - la majorité des victimes étant issue de l'immigration - est donc écartée.
Le procès a lieu en mai 2000. En raison du très grand nombre de parties civiles, les débats sont organisés dans un centre de conférence de Göteborg, la Svenska Mässan. Trois salles reliées par un système de vidéo-conférence sont nécessaires pour accueillir les familles des victimes, tandis que les huit chaises destinées aux proches des accusés restent vides. L'un des quatre jeunes hommes reconnait avoir mis le feu à des papiers dans la cage d'escalier, dans l'espoir de déclencher l'alarme incendie, et d'interrompre les festivités. À l'origine de cet acte inconsidéré, le dépit ressenti après s'être vu imposer l'achat d'un billet d'entrée, alors qu'il se considérait comme proche des organisateurs. Les quatre accusés nient toute intention meurtrière, ce que la cour ne conteste pas : le chef d'inculpation est « incendie volontaire aggravé » (suédois : grovt mordbrand), une qualification qui n'implique pas la présence de victimes. En appel, les trois accusés les plus âgés sont condamnés à des peines de huit, sept et sept ans d'emprisonnement, tandis que le quatrième, mineur au moment des faits, est condamné à trois ans en centre fermé pour jeunes.

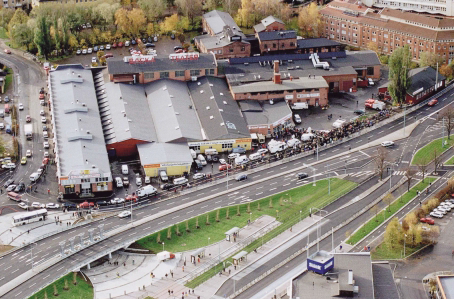
Les locaux le lendemain avec la presse l'entourant.

Malgré les manquements relevés à la sécurité (local bondé, sortie de secours obstruée), les organisateurs de la soirée n'ont pas été poursuivis par la justice suédoise.

## Rapport sur les facteurs
Un rapport officiel en langue anglaise de cet accident a été émis par l'organisme suédois chargé des enquêtes sur les accidents de la route et les accidents non liés aux transports (havkom).
Facteur identifiés contributeurs à l'accident:
- Nombre de personnes supérieur à ce que permettaient les sorties d'urgence.
- Blocage des escaliers d'évacuation avec une à deux tonnes de matériaux combustibles.
- La présence de matériel combustible sur le lieu où un incendie a été volontairement déclenché a créé un feu initialement intense.
- La porte à proximité de la sortie d'urgence était ouverte facilitant l'alimentation du feu par une entrée d'air frais.
- Le feu a pu se développer pendant dix à vingt minutes avant d'être découvert.
- La porte pour rejoindre l'escalier d’évacuation ne fonctionnait pas.
- L'évacuation a été retardée en raison d'un échec à signaler clairement la sévérité de la situation.
- La fumée et les gaz toxiques ont rendu difficile l'évacuation.
- La seule autre route d'évacuation était partiellement bloquée par une table.
- Un groupe restreint de personnes allongées sur le sol s'est retrouvé coincé dans l'ouverture de la porte.
- Une incompréhension avec les organismes de secours d'urgence a retardé l'intervention des secours d'environ deux minutes.
- Le chaos sur les lieux a rendu difficile l'intervention de l'équipe de secours.
- Le centre de secours n'a pas appelé toutes les ressources nécessaires.
- Le commandement opérationnel de l'opération de sauvetage n'était pas structuré et manquait de personnel de soutien.
- Aucune extinction d'incendie n'a eu lieu pendant la période de sauvetage de l'opération.
- L'opération de sauvetage externe par la fenêtre du vestiaire n'a pas eu lieu[6].

## Monument

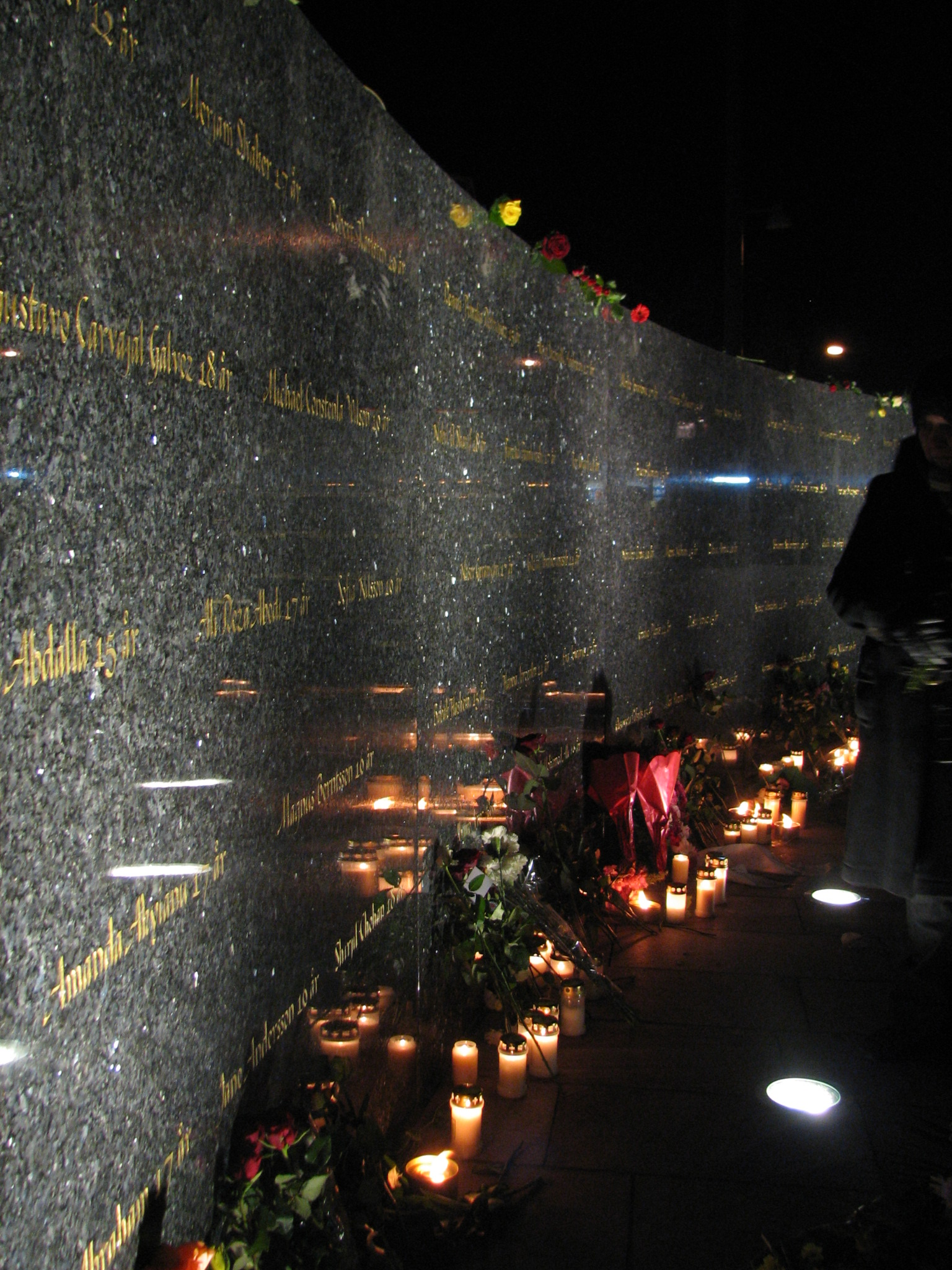
Le monument à la mémoire des victimes de l'incendie.

Le 29 octobre 2008, un monument à la mémoire des victimes est inauguré à proximité du lieu de l'incendie. Œuvre de l'artiste Claes Hake, il porte le nom et l'âge des 63 victimes. À l'arrière du monument, on peut lire l'inscription suivante :

« Dans la nuit du 30 octobre 1998 un terrible incendie se déclara en ce lieu.

Soixante-trois jeunes perdirent la vie et de nombreux autres furent blessés.

La ville de Göteborg fut plongée dans le deuil. »

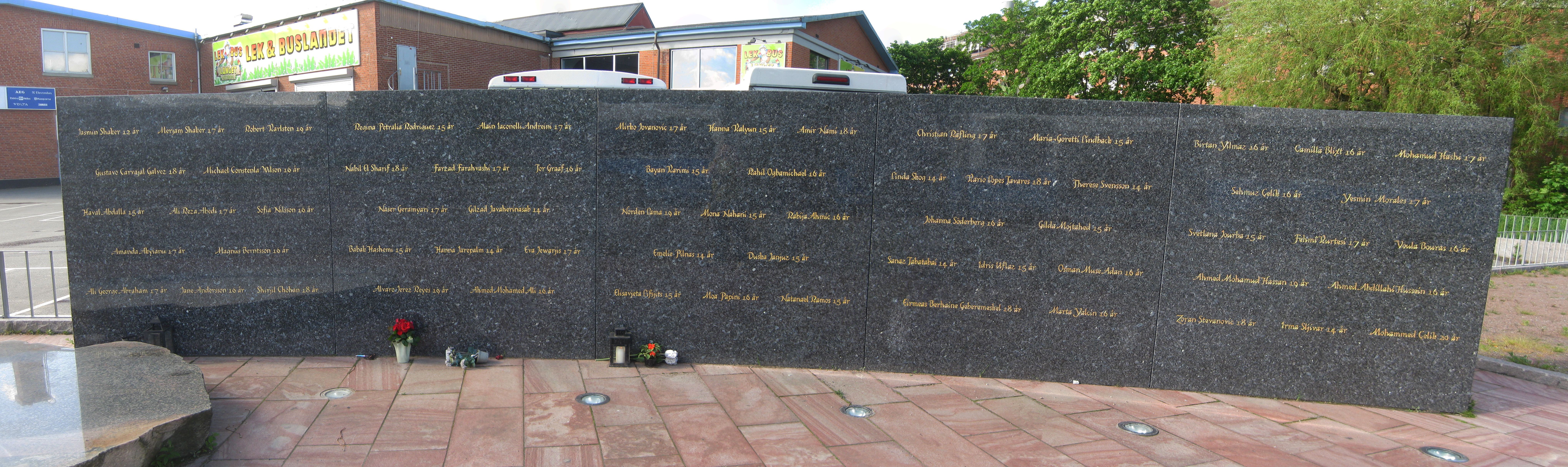
Le monument. Le bâtiment où eut lieu l'incendie est à l'arrière-plan.

## Dans la presse francophone
- Antoine Jacob, Quatre jeunes jugés pour l'incendie d'une discothèque en Suède, Le Monde, 3 mai 2000.